# Danger Dolls

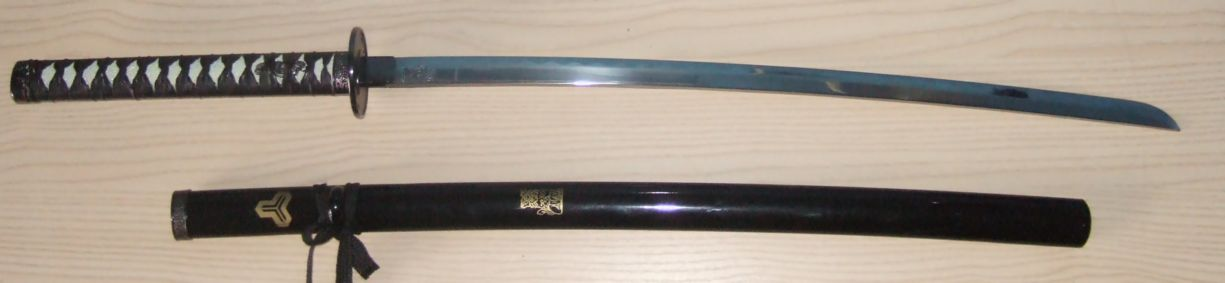
Una katana, arma usada por las protagonistas del film para mantener la paz en el mundo.

Danger Dolls (少女は異世界で戦った en japonés, romanji: Shōjo wa isekai de tatakatta) es una película de ciencia ficción y acción japonesa de 2014 dirigida por Shusuke Kaneko, conocido, entre otros trabajos, por ser el director de la trilogía Heisei de Gamera.
El plantel protagonista de "Danger Dolls" está formado por:
| - Rumi Hanai - Rina Takeda | - Kayano Masuyama - Nana Seino |

El film se estrenó en Japón el 27 de septiembre de 2014.

## Reparto
- Rumi Hanai   como   Arisa.
- Rina Takeda   como   Rei.
- Kayano Masuyama   como   Miki.
- Nana Seino   como   Mari.
- Kohki Okada   como   Taichiro Yagyu.
- Noboru Kaneko
- Syo Oyamada
- Mao Mita
- Kazuki Namioka
- Mana Sakura

## Estreno

### Premiere
La premiere mundial de Danger Dolls llegó en el Yubari International Fantastic Film Festival, también conocido como YIFFF, el 1 de marzo de 2014.

### Estados Unidos
En la 13era edición del Asian Film Festival of Dallas, el 12 de julio de 2014, se estrenó la película en Estados Unidos.

### Cine/s en Japón
A Japón, país del cual es originario el largo, llegó su estreno en la gran pantalla el 27 de septiembre de 2014.

### Europa

#### Países Bajos
A los Países Bajos llegó la cinta dentro del festival Camera Japan Festival de Róterdam, exhibiéndose en cines tanto el 3, su estreno, como el 7 de octubre de 2014.